# Махим (остров)
Махим — остров в Индийском океане, ранее входивший в состав архипелага Семь островов Бомбея и расположенный на территории Индии. Махим часто считают сердцем Мумбаи. Махим поддерживает ценности секуляризма и разнообразия. На этой территории можно найти храм, церковь, мечеть и кострище, которые находятся в нескольких метрах друг от друга.

## История
Название Махим происходит от древнего слова Махикавати, что на санскрите означает «чудесный». Другие исторические названия области включают Махимавати, Майджим и Меджамбу.
Махим был одним из семи островов, которые изначально составляли Мумбаи. Махим, или Махикавати, как он был известен, был столицей раджи Бхимдева, который правил в регионе в XIII веке. Он построил дворец и суд справедливости в Прабхадеви, а также первый храм Бабулнатха.
В 1343 году этим островом владел султанат Гуджарат. Именно в их правление была построена старая мечеть Махима.
В 1543 году португальцы захватили острова Бомбея. В 1662 году эти острова были переданы английскому королю Карлу II в рамках приданого для португальской принцессы Екатерины Брагансской. После того, как британцы приобрели Бомбей, они построили здесь форт Махим, чтобы защитить себя от португальцев. Форт сегодня стоит в руинах.
Дорога, соединяющая остров Махим и район Бандру (искаженное название от «Бандер», означающего порт на персидском языке), была построена в 1845 году.
В 1847 году небольшая группа шотландских миссионеров решила открыть новую школу, в настоящее время одну из самых престижных школ в Мумбаи — Бомбейскую шотландскую школу.